# Carattere End-of-transmission
Un EOT (end-of-transmission) è un carattere di controllo impiegato nelle telecomunicazioni per indicare la conclusione di una trasmissione che consiste di uno o più testi e delle intestazioni associate.
Un carattere di controllo EOT è inoltre spesso utilizzato per iniziare altre funzioni, anche relative al controllo e alla disconnessione di circuiti, o per mettere un terminale in standby.